# Cattiva
Pour plus de détails, voir Fiche technique et Distribution.
Cattiva est un film dramatique italien réalisé par Carlo Lizzani et sorti en 1991.
Le film est librement inspiré de la vie de Sabina Spielrein.
Le film a été nommé aux David di Donatello, aux Rubans d'argent, aux Globes d'or et Giuliana De Sio a remporté un David di Donatello ainsi qu'un Grolla d'oro de la meilleure actrice.

## Synopsis
Au début du XXe siècle, une jeune femme d'origine italienne, Emilia Schmidt, mène une vie confortable en Suisse avec son mari et son jeune fils Ludwig, mais montre de temps à autre des signes de déséquilibre mental.
Admise dans une clinique de luxe à Zurich, elle y est diagnostiquée schizophrène en raison de son comportement et est donc qualifiée de « mauvaise ». Cependant, le professeur Gustav, un jeune assistant du médecin-chef de la clinique, le professeur Brokner, se passionne pour son cas. Grâce aux recherches innovantes du Dr Sigmund Freud, parvient à la guérir partiellement et à lui permettre ainsi de quitter la clinique. Elle n'est pas complètement guérie, mais elle est débarrassée de ses névroses et confiante dans la promesse de Gustav de continuer à la suivre à l'avenir.

## Fiche technique
- Titre original italien : Cattiva[2]
- Réalisation : Carlo Lizzani
- Scenario : Furio Scarpelli, Francesca Archibugi
- Photographie :	Daniele Nannuzzi (it)
- Montage : Franco Fraticelli
- Musique : Armando Trovajoli
- Décors : Luciano Calosso (it)
- Costumes : Enrica Barbano (it)
- Production : Piero et Mario Begni
- Société de production : P.A.C. - Produzioni Atlas Consorziate
- Société de distribution : United International Pictures (Italie)
- Pays de production :  Italie
- Langue originale : italien
- Format : Couleurs - Son mono - 35 mm
- Durée : 98 minutes
- Genre : Drame
- Dates de sortie :
  - Italie : 31 mai 1991
  - Belgique : 3 septembre 1992 (Gand)

## Distribution
- Giuliana De Sio : Emilia
- Julian Sands : Gustav
- Erland Josephson : Professeur Brokner
- Milena Vukotic : Annette
- Didi Perego : Infirmière en chef
- Francesca Ventura (it) : Mitzi
- Stefano Lescovelli : Leopold
- Luisa Maneri (it) : Marta
- Stefania Cosma : femme de ménage
- Giuseppe Marini : infirmière
- Massimo Venturiello (it) : Enrico Carossi
- Flaminia Lizzani : Anna
- Eva Vanicek (it) : Mère
- Arian Nijborg : Ludwig